# Pseudominolia nedyma
Pseudominolia nedyma is een slakkensoort uit de familie van de Trochidae. De wetenschappelijke naam van de soort is voor het eerst geldig gepubliceerd in 1897 door Melvill.